# René Bondoux
René Bondoux   (Bar-sur-Aube, 26 de maig de 1905 - Neuilly-sur-Seine, 6 de maig de 2001) va ser un tirador d'esgrima francès, especialista en floret, que va competir durant la dècada de 1930.
Va prendre part en els Jocs Olímpics d'Estiu de 1932 de Los Angeles, on guanyà la medalla d'or en la competició de floret per equips del programa d'esgrima. Quatre anys més tard, als Jocs de Berlín, guanyà la medalla de plata en la prova de floret per equips. Mai guanyà cap títol mundial, però si una plata el 1935, i diversos títols nacionals.
El 1940, durant la Segona Guerra Mundial, va ser capturat pels alemanys, però aconseguí escapar fins a Tunísia, on va lluitar amb la Resistència francesa. Durant l'agost de 1944 va dirigir una divisió blindada en la invasió del sud de França, i com a ajudant del General De Lattre de Tassigny, va ser testimoni de l'signatura de l'armistici el 8 de maig de 1945.